# Маскат
 Тази статия е за града в Оман.  За мухафазата вижте Маскат (мухафаза).  
Маскат (на арабски: مسقط) е столицата и най-големият град на Оман, както и главен град на провинция Маскат. Към 2008 г. населението на Маскат е съставлявано от 731 730 души.

## История
Маскат е съществувал още в 1 век като важно пристанище между Изтока и Запада. В историята си е бил контролиран от известни империи като Персия и Португалия.

## География
Територията на Маскат с предградията, която наричат „район на столицата“, заема площ около 1500 км², като през 2008 г. нейното население е било 1 090 797 души. Към 1970 г., по време на модернизирането на Маскат, градът е поставил за цел стремително да се развива в градската инфраструктура и урбанизацията, като съседните градчета постепенно се вливат в мегаполиса.
Основните центрове може да се разделят на 3 групи:
- Западен Маскат: Сиб, Удхаяба, Баушер, Ал-Губра, Гала;
- Централен Маскат: Ал-Хуейр, Мадинат Султан Кабус, Шат ал-Курм, Курм, Рас ал-Хамра;
- Източен Маскат: Вуттая, Руи, Матра, Калбух, Стар Маскат, Сидаб, Ал-Бустан.

## Побратимени градове
- Аман, Йордания